# 老挝地理
老挝人民民主共和国是东南亚中南半岛北部的一个也是唯一一个内陆国家，北与中国云南省接壤，东面与越南为邻，西面和西南面分别与缅甸、泰国交界，南面与柬埔寨相接。老挝版图形状呈南北长而东西窄，全境地势北高南低，西北向东南倾斜，是一个多山的内陆国家，境内80%为山地和高原，有“印度支那屋脊”之称。自北而南有会芬高原、镇宁高原、甘蒙高原和波罗芬高原四大高原。其中镇宁高原又称川圹高原，海拔2000－2800米，为老挝最高地区，有老挝“屋顶”之称。平原主要分布在万象以南的湄公河沿岸。湄公河流经老挝西部，为老挝最大的河流。老挝全境除东北部外大部分属于湄公河流域。

## 氣候
老挝的气候属热带、亚热带季风气候，分为雨季和旱季。年平均气温在20～30℃。年均降水量1250～3750毫米。

老挝的柯本气候分布图

## 河流
老挝的河流按流域面积算，分别是：
1. Mekong，湄公河，流域面积为20.2万平方公里。占该国面积75.7%。
2. Ma，马江，流域面积为1.32万平方公里。
3. Ca，大江，流域面积为1.09万平方公里。

## 環境問題
另見：寮國非法採伐問題